# Valentiniano I
Valentiniano I (Cíbalas, 321 – Brigécio, 17 de novembro de 375), algumas vezes chamado de Valentiniano, o Grande, foi o Imperador Romano do Ocidente de 364 até sua morte.

## Biografia

### Carreira militar
O pai de Valentiniano, Graciano, o Velho, era um talentoso oficial do exército, e que se comprometeu com sucesso com a carreira militar.
Em 357, fazia parte do exército do césar do Ocidente Juliano, o Apóstata, comandando a cavalaria. A Tribuna do prefeito Barbácio, Cela, impediu o tribuno Bainobaldo e a Valentiniano de atacarem os Alamanos que retornavam de uma incursão em território romano: Barbácio fez um falso relatório ao imperador Constâncio II, colocando a culpa da falta de ação em Valentiniano e Bainobaldo, que foram demitidos e mandados para casa.
Em 363, subiu ao trono Joviano, que restaurou o cristianismo e chamou Valentiniano para o exército, confiando-lhe por fim o comando da unidade da tropa pessoal do imperador.

### Reino

#### Ascensão ao poder
Foi proclamado imperador pelo exército romano em Niceia (atual İznik, na Turquia), aquando da morte de Joviano. Antes de ser nomeado, foi proposta a coroa ao prefeito Salústio, que a recusou duas vezes. Após terem considerado os outros nomes possíveis, à nomeação do imperador Valentiniano, os soldados acolheram por unanimidade a proposta que foi aprovada por Salústio. Ocorreu em 26 de fevereiro de 364 e ele tinha quarenta anos. Depois de receber a coroa e o roxo, os soldados, que, inicialmente, o aclamaram, ordenaram-lhe que nomeasse um colega (co-imperador) imediatamente. Valentiniano respondeu com o seguinte discurso:
« Há poucos instantes, meus companheiros soldados, estava em nosso poder deixar-me na escuridão de uma condição privada. A julgar pelo testemunho de minha vida passada, que eu merecia reinar, me houvestes colocado no trono. Portanto é meu dever promover a saúde e o proveito da Republica. O peso do Universo é muito grande, sem dúvida, para a mão de um débil mortal. Eu sei quais são os limites da minha força e a incerteza da minha vida; e longe de fugir, eu estou ansioso de solicitar ajuda de um digno colega. Mas onde a discórdia pode ser fatal, a escolha de um fiel amigo requer uma madura e séria deliberação. Disto eu tratarei. A vossa conduta seja fiel e constante. Retirai-vos ao vosso quartel; refrescai o espírito e o corpo; e esperai pela normal doação na ocasião da elevação ao trono de um novo Imperador.»
Instalou-se em Mediolano (atual Milão) e associou-se ao seu irmão Valente.
Conduzido a Niceia, o Imperador decide seguir o conselho do exército: dirige-se para Nicomédia ou Constantinopla e naquela capital, 30 dias depois de sua coroação, Valentiniano nomeou o seu irmão Valente Augusto do Oriente, e levou-o para as prefeituras ocidental e Ilíria.

### Política interna e religiosa
Parece que o governo de Valentiniano era justo e tolerante. Certamente tiveram mais atenção os seus soldados, que a decadente classe senatória. Também aumentou os seus salários, pagando-lhes em espécie - uma característica do final do império - como por exemplo com gado. Para fazer face às despesas militares teve que aumentar vertiginosamente os impostos, que eram sobretudo cobrados dos proprietários de terras. Defesas sistematicamente fracas, impedindo a exposição de bebés, instituindo o " defensor do povo", fundou escolas e garantiu a cobertura sanitária aos habitantes de Roma. Também favoreceu o ensino de retórica e da gramática em cada província do Império.
Ficou também conhecido por alguns hábitos bizarros como os de queimar em sua frente os cortesões que caíam em desgraça ou jogá-los como comida para suas duas ursas favoritas, Migalha de Ouro e Inocência.
Fervoroso cristão, com a ajuda do Papa Dâmaso I, em 371, adotou uma não comum política de tolerância religiosa.

### Política externa
Desenvolveu eficaz atividade bélica contra os alamanos aos quais expulsou da Gália. Estabeleceu a paz na Britânia e sufocou uma revolta dos donatistas da África.
O exército foi imediatamente posto em causa pela revolta de Procópio, um descendente de Juliano, mas Valente derrotou o seu exército em 366 e executou o rebelde. Mas o maior perigo eram os Germanos, que a partir da fronteira Reno-Danúbio, pressionando o território romano com frequentes incursões. Como haviam feito todos os imperadores da época de Diocleciano, Valentiniano também estabeleceu a sua sede em Milão, para estar mais perto do campo de batalha. Na primeira, ele teve que lutar contra os Alamanos, que haviam conquistado Mogoncíaco (atual Mogúncia - por isso decidiu mudar-se para Lutécia (atual Paris) e depois para o norte para lutar contra os saxões que tentavam invadir a Britânia. No final residiu na Germânia por sete anos, construindo novas fortificações no Reno e um castelo  em Basileia. Como de costume, tentou dividir as diferentes tribos e lançá-los uns contra os outros; também os Germanos derrotados se estabeleceram em territórios romanos como colonos.
Em 372, começou em África revolta de Firmo, rebelando-se contra o corrupto conde Romano. Valentiniano, enviou aquela província Teodósio, que depois de uma longa campanha debelará a revolta em 375, quando Valentiniano promulgará decretos contra os donatistas, culpados de terem apoiado Firmo.
Em 374, foi para o Danúbio, na Panónia, para lutar contra os Quados e os jáziges, uma tribo Sármatas de origem iraniana. No ano seguinte, em 17 de novembro, morreu durante uma entrevista com os Quados por um acidente vascular cerebral.
A sua primeira esposa foi a mãe de Graciano a segunda de Valentiniano II.